# Баранський Збіґнєв

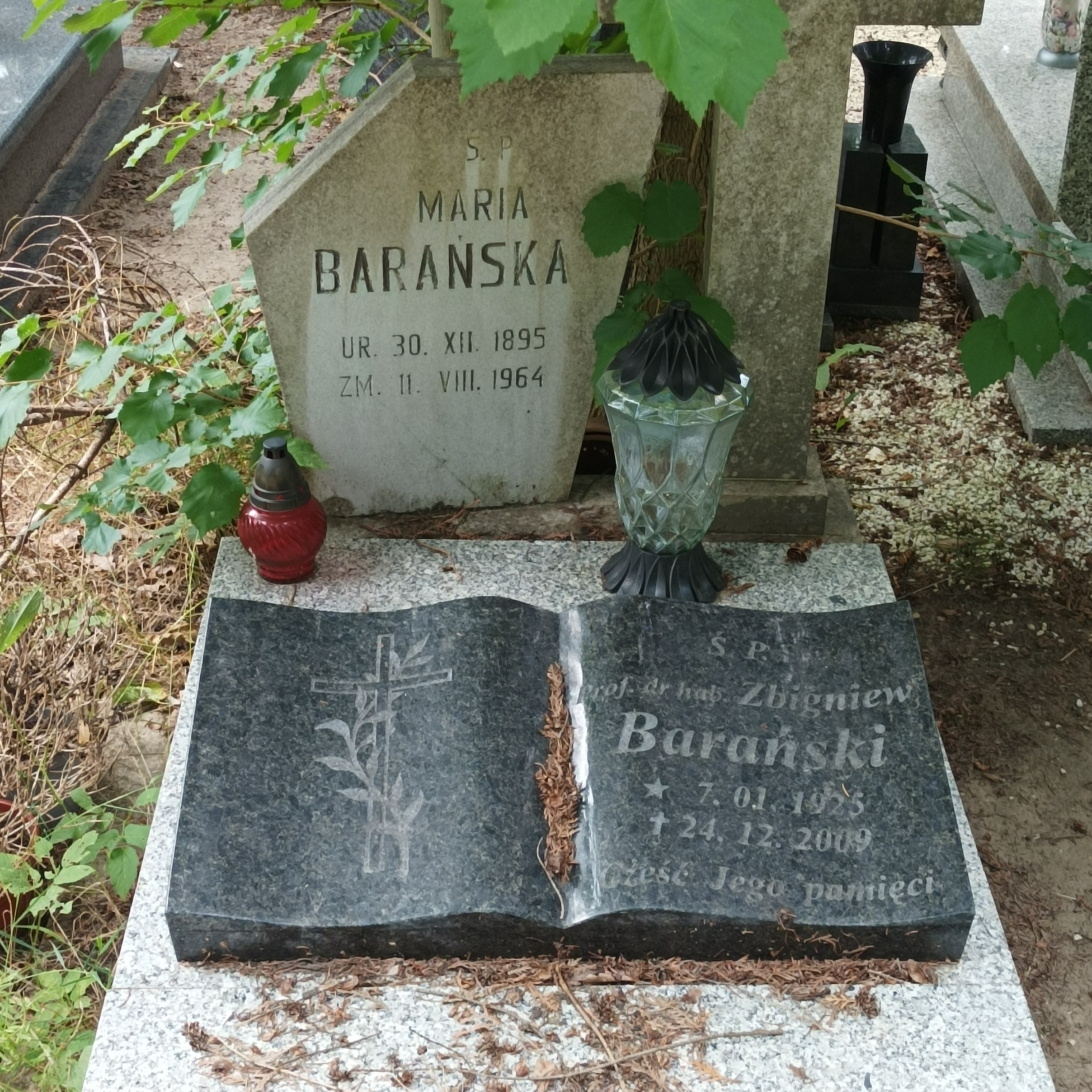
Могила на Вроцлавському цвинтарі

Баранський Збіґнєв (пол. Barański Zbigniew; 7 січня 1925, с. Тютьків, нині Микулинецька селищна громада Тернопільського району Тернопільської області  24 грудня 2009, м. Вроцлав, Польща) — польський літературознавець, історик української та російської літератури. Член Комітету слов'янознавства Польської АН.

## Життєпис
Закінчив Теребовлянську гімназію (1936). У 1944–47 — у лавах Войска Польського. Закінчив Вроцлавський університет (1947—1952). Кандидат філологічних наук (1955). Працював у Вроцлавському і Познанському (від 1967) університетах: завідувач кафедри російської літератури і мови; викладач історії української літератури в Інституті філології Вроцлавського слов'янського університету. У 1972—75, 1981—87 очолював Інститут слов'янської філології Вроцлавського університету. Професор (1979). Член редколегії квартальника «Slavia Orientalis». Автор досліджень про Лесю Українку. Член Вроцлавського наукового товариства, Комітету слов'янознавства Польської АН.

## Основні праці
- Literatura polska w Rosji na przełomie XIX i XX wieku. Ossolineum, 1962[5]
- «Cichy Don» Michala Szołochowa. Warszawa, 1965;
- Maly slownik pisarzy naródow europejskich ZSRR. Warszawa, 1966;
- Historia literatury rosyjskiej w zarysie. 1972 (співавтор, редактор М. Якубець);
- Obraz Ukrainy w kulturze polskiej na przelomie XIX i XX wieku. 1974;
- Rosyjskie manifesty literackie. Poznań, 1974;
- «Literaturę rosyjską w zarysie» (в співавторстві з А. Семчуком, 1975;[6]
- Dzieje literatur europejskich. T. 3, cz. 1. Warszawa, 1989.
- Mały kraj. 2021.[7]